# あぶさん
『あぶさん』は、水島新司の日本の野球漫画作品。1973年5号から2014年4号まで『ビッグコミックオリジナル』（小学館）にて連載された。酒豪の強打者・「あぶさん」こと景浦安武（かげうら やすたけ）を主人公とする。2014年2月の終了時点では、日本で最も長く連載が続いたスポーツ漫画でもあった。

## 概要
第22回（1976年度）小学館漫画賞青年一般部門受賞作品。2014年2月時点でコミックス累計発行部数は2200万部を突破している。
「あぶさん」こと景浦安武は、1946年12月17日生まれで新潟県新潟市出身。その通称は非常に強いリキュール「アブサン」（Absinthe）と名前の音読み（安武→あぶ）から由来する。南海ホークスの藤原満、ロッテオリオンズの有藤道世、阪神タイガースの田淵幸一、広島東洋カープの山本浩二らと同期である。
その景浦は、高校時代に二日酔いで地方予選・決勝戦に出場。酒の臭いをニンニクで隠して飛距離155m以上のサヨナラ本塁打を放つが、ベースランニング中の嘔吐で飲酒がバレてしまい、優勝は取消しとなる。その後、社会人野球チームの野花食品を経て北大阪電気に進むも、試合中のプレーをめぐって監督とトラブルになり、懲戒免職。居酒屋「大虎」でヤケ酒を飲んでいたところを、南海スカウト・岩田鉄五郎に熱心に誘われ、1973年にドラフト外で南海ホークス（後の福岡ソフトバンクホークス）に入団。連載はそこから開始する。夜は「大虎」（後にこの店の看板娘・桂木サチ子と結婚）で一升酒を飲み、昼はバッターボックスで酒しぶきをあげる。その後、景浦は現実の時間と同じスピードで年齢を重ね、2009年に62歳で引退するまで強打者としてホークスで活躍。現役引退後も連載は続き、一時は球界から離れていたがホークス球団会長である王貞治の強い希望で二軍の助監督として球団に復帰した。
この作品には、実在するプロ野球関係者も随所に登場する。加えて初期の話では、作者自身も参加する丁寧な取材により、当時の南海を支えた裏方にもスポットライトを当てており、南海球団史を知る上で貴重な資料となっている。例としてスコアラー兼打撃投手の西村省一郎、通訳の市原稔（後に阪神タイガースコーチを経て南海ホークスにコーチとして復帰）、マネージャーの鈴木正（元南海ホークス内野手。後のコーチ・スカウト時代は登場なし）、杉浦正胤、上田卓三（現役投手時代にも登場）、村上悦雄（引退直後は打撃投手も兼任）、大石弥太郎、更に広報の永井正義（それ以前はスポーツニッポンの記者や毎日放送の野球解説者）、ビデオマンの佐野誠三、スカウトの堀井数男、スコアラーの渡会純男、元スコアラーの尾張久次などが挙げられる。選手や監督が主役となることの多い野球漫画作品において、裏方の仕事を題材にした数少ない事例である。
何度か作者の水島が連載をやめようとしたが、思いとどまった事を上田利治に話したところ、「それが良い、あぶはパ・リーグの宝だから」と言われている。一方、連載開始時から取材や資料集めでのブレーンを務めていた永谷脩が離れた1982年には、代打本塁打だけで落合博満と本塁打王を争う描写がされるなど、初期のリアル路線からは徐々に乖離していく。特に福岡へ移転した1990年代以降は年齢にもかかわらずキャリアハイに突入、三冠王などタイトル獲得や日本記録更新、60歳を越しても現役かつ4番に座るなど現実離れした描写が顕著化するようになる。ホークスが強豪チームとなった2000年代以降は、セ・パ各球団の主力選手が景浦の一挙手一投足に感動し、「全部あぶさんのおかげです」「やっぱりあぶさんは凄い」と述べるワンパターンかつマンネリオチが乱発されるなど、大きく作風が変化した。こうした状況を水島ファンでもある伊集院光は、DH制導入や本拠地移転等での「連載を止めるタイミング」を見失い、（作風を変化させながら）連載を続けざるを得なかったのではないかと指摘している。
2014年2月5日発売の『ビッグコミックオリジナル』2月20日号をもって976回の連載を終了。景浦のホークス退団をもって完結した。2018年3月（4月5日号）に読み切り作品として4年ぶりにビッグコミックオリジナルに復活し、同年8月（8月20日号）にも水島の画業60周年を記念し、再び新作が掲載された。これが水島が最後に発表した漫画作品となった。
水島の代表作かつ単行本100巻を越えた長期連載作品ではあるが、対象年齢が高く後年には肖像権問題も生じたため、テレビアニメ化などの他メディア展開はほとんど行われなかった。本作の公式な派生作品は2016年現在、後述するレコード作品のみである。

## 登場人物

### 実在人物
『あぶさん』には、実在の人物が多数登場する。現在ならば実名のプロ野球選手を作中で登場させる場合、肖像権などが問題視されるが、連載開始当初はそのような条項も緩く、容認されてきた。パ・リーグを題材にした漫画がほとんどなかったため、球団側から「自分の球団の選手をドンドン出してほしい」という依頼もあり、パ・リーグの選手はこの作品に登場して初めて一人前の選手だと認められたとも言われている。金村義明はどうしても作品の中に出してもらいたくて、自分でストーリーを作って水島の元に持ち込んでいる。
外国人選手は例外で、水島自身が『ドカベン プロ野球編』『スーパースターズ編』などの他作品でも、ある時期を境に一部の例外を除いて実在の外国人選手を登場させなくなっており、スコアボードに名前すら記載されないことも多い。これはかつてダイエーに所属したウィリー・アップショーが不振の折りに、アップショーを景浦が映画『メジャーリーグ』に連れて行くという回（43巻第5章）に登場させた際、アップショーの代理人から肖像権を盾に膨大な慰謝料を請求されたからだと言われている。それ以前は作中に他チームの外国人選手も数多く出演していた。一方、監督はそれ以降も数多く登場しており、ボビー・バレンタイン（千葉ロッテマリーンズ時代）や、トレイ・ヒルマン（北海道日本ハムファイターズ時代）、テリー・コリンズ（オリックス・バファローズ時代）、マーティー・ブラウン等が出演している。
なお、外国籍であっても来日後日本の高校・大学を卒業または社会人野球に在籍後ドラフト指名された選手（主に韓国・台湾出身者や日系人選手。後に帰化した人物を含む）、出生時から日本で育った定住外国人（主に帰化していない在日韓国・朝鮮人や華僑で日本名を通名とする選手も含む）や、日系を含む外国人を出自とする帰化日本人など、外国人枠の適用を受けない選手については日本人選手に準じた扱いで登場している。
田淵幸一がダイエーの監督になったとき、選手名簿を見て「景浦はどうした?」と言ったという冗談話があった。
因みに本作を「傑作中の傑作」と絶賛する落合博満は「落合さんが打撃投手に1球だけ投げさせてボールが見えているかだけ確認して、打撃練習を終えるシーンがありました。実際にそのような調整をされていたのですか?」と自身のYouTubeチャンネルでリスナーに質問された際に「これは水島（新司）先生が誇張して描いたっていうようなことだろうと思います」と回答しており、実際に実在選手の誇張表現もよく見られた。

#### ホークスの選手・監督達

##### 監督・コーチ
登場の多かった実在人物としては、まず野村克也以降のホークスの歴代監督（外国人であるドン・ブレイザーを含む）が挙げられる。野村とはホークス監督を解任された後のロッテオリオンズや西武ライオンズの捕手として、更にヤクルトスワローズや東北楽天ゴールデンイーグルスの監督として対戦するエピソードもあった。特に野村の移籍後、最初の対決では景浦は野村の教えを守った形で1点差に迫る長打を放ち、3塁ベース上で思わず落涙する。その後も随所で登場しては作者や安武の野球観と合致する、或いは大きく影響を与える様な至言、名言を口にする等、チームは離れても思いを同じくするかの様な表現がされている。義弟の小林満を捕手転向させた事もある。
その野村と行動を共にする事が多かった名打撃コーチ・高畠導宏（康真）も貴重なバイプレイヤーだった。高畠は、1974年の打撃コーチ就任後、野村の判断を助ける発言を数多くしている。後に野村と袂を分かった後、福岡移転後のホークスに復帰し、再び景浦と行動を共にした後、現実の世界では教職に転じ、ここでも指導者として手腕を発揮した。この他、歴代監督やその下で働いたコーチ陣も多数取り上げられた。
前述の野村以外では、長期政権となった王貞治の登場頻度が断然高い。南海時代の広瀬叔功、穴吹義雄、杉浦忠や、ダイエー時代の田淵幸一、根本陸夫の登場頻度も高かった。そして、ほとんどの監督は「大虎」にも足を運ぶ描写があった。また、2001年には野村を含む歴代監督数名が、杉浦忠を悼む目的から「大虎」へ一堂に会したエピソードもあったが、野村の退団経緯と球団への遺恨を考えると、現実にはあり得ない描写である。

##### 選手
南海時代の選手では島野育夫、桜井輝秀、藤原満、佐藤道郎、江本孟紀、門田博光、片平晋作、大塚徹、定岡智秋、河埜敬幸、山本雅夫、山本和範といった選手たちの登場機会が多かった。佐藤や門田は酒豪であり、景浦のよきのんべ友達だった。同期の藤原はある意味で景浦の親友のような設定もなされている。大塚は初期の作品でしばしば登場、その豪快な風貌、台詞は存在感十分だった。名二塁手の桜井輝秀、代打で登場した外山義明も飲み仲間として登場回数を重ねた。桜井はダイエーのコーチ時代にも登場し、「大虎」で高畠コーチと共に料理の腕を振るう描写も見られた。山本雅は同じ代打の切り札としてチーム内のライバルであり、移籍後にも登場することがあった。また、1985年初頭に久保寺雄二が亡くなった際には、久保寺を追悼するストーリーも描かれ、その中で取り上げられた定岡（同じポジションでもあった）の登場頻度も高い（弟の正二との絡みで登場することも多かった。この扱いは、兄・和正が巨人にいる河埜の場合にも見られた。また定岡や河埜はコーチ・スタッフ時代にもよく登場した）。更に、片平は現役末期の大洋時代にオープン戦の試合前に景浦との会話で、その後も小林満との関連（小林に彼の一本足打法を伝授したという設定）から西武コーチ時代に、藤原はダイエーのコーチ時代にも、それぞれ登場している。山本和範も登場回数の多かった選手の一人で「ガッチュ」という決め台詞があった。引退時にも「恋の宿」に同宿する描写がされ、連載終盤の2012年にも登場するなど、登場頻度はかなり高い。
「ドカベン」こと香川伸行もコメディリリーフ的な役回りも多かったが、ホークス入団から引退まで、主役待遇のエピソードもよく描かれた。連載開始後3年で阪神タイガースに移籍した江本孟紀、彼とのトレードでやってきた江夏豊の登場も多く、江本は移籍後に1977年（昭和52年）の球宴で顔を合わせ、対戦もする。
江夏は初登場の際、二日酔いで登場したが、現実では阪神タイガース時代に主治医の勧めで断酒したため、後に景浦ら同僚たちとクラブ（景浦の新潟時代の旧友が経営する店）に飲みに行くシーンでは、ホステスから「お酒が飲めないのね」と言われるシーンがある。また、南海時代1年目の1976年は先発とリリーフで併用されていたが、作中では先発投手として登場する場面が多かった。江夏は後の広島東洋カープ・日本ハムファイターズ時代や、西武ライオンズを自由契約になった直後にも登場し、後者では「大虎」常連たちと大晦日深夜の大阪スタヂアムにて草野球に興じる様子が描かれた。その際、景浦の台詞を借りて「アメリカ大リーグ」への挑戦を提案する描写もあった。
ホークスの福岡移転後は景浦とAK砲と呼ばれた秋山幸二（後に監督）、のちには巨人の投手として日本シリーズで対戦することにもなる工藤公康、石毛宏典ら西武からの移籍組（秋山、工藤と石毛は西武ライオンズ時代にも、工藤はダイエーからの移籍後も、石毛はオリックス・ブルーウェーブ監督就任後もよく登場）やオールスターゲームで息子の景虎とバッテリーを組んだこともある城島健司、三冠王をとることになる松中信彦、俊足巧打の外野手・柴原洋、大型内野手・川﨑宗則や井口資仁ら野手陣や、新垣渚（景浦の娘・夏子に好意を持つ描写もあった）、和田毅（代走に出たこともある）、馬原孝浩ら投手陣の活躍が目立った。小久保裕紀は景浦と本塁打王を争うことのできた希有なバッターの一人であり、現実の世界では引退後のヘッドコーチ就任時に景浦の90番を着用している。また、下柳剛の登場も多く、登場人物の恋の相手としてフィーチャーされるなどの扱いも受けた。下柳は他球団への移籍後もよく登場しており、特に阪神時代は景虎のチームメイトにもなっている。この下柳のほか、吉田豊彦も景浦父子双方のチームメイトだった（父とは南海・ダイエーで、子とは近鉄で）ことがある。
その他、吉永幸一郎、藤本博史、若田部健一、村田勝喜（西武移籍後に主役を張ったこともある）、柳田聖人、湯上谷竑志（柳田と湯上谷はポジションを争う仲として。また柳田・藤本はコーチとしても、湯上谷は西戸崎合宿所寮長としても登場）、大越基（退団後に自主トレにつきあう描写もあった）らもよく登場していた。また星野順治は景浦と同じく新潟県出身ということもあり、こちらも登場頻度は高めで、根本陸夫元監督の追悼エピソードの主人公に抜擢されるなどした。
更に、自由契約やトレードなどで退団する選手を「大虎」などに呼んで慰労しつつ、次の進路での活躍を期待するという描写が毎年のように見られた時期があり、たくさんの選手たちが景浦らからの激励を受けて次の進路へと向かっていった。また逆にドラフト指名を受けるなどで新規に入団した選手が「大虎」を訪れて景浦に挨拶をするという描写も毎年のようになされた。
外国人選手もある時期までは比較的よく登場し、前述のロン・ロリッチとウェス・パーカーの他に、王天上やブーマー（ダイエー時代のみ）、ウィリー・アップショー、ケビン・ミッチェル、トニー・バナザード、ブライアン・トラックスラー、ロドニー・ペドラザらの登場があった。

##### その他
南海時代のオーナー・川勝傳、ダイエー時代のオーナー・中内㓛・正父子、ソフトバンクのオーナー・孫正義も登場した事がある。この他、全時代に共通することとして、球団の裏方（打撃投手・ブルペン捕手・寮長・スコアラー・スカウト・マネージャーなど）・フロント（球団幹部）なども多数登場し、これら裏方の人物が主人公若しくは中心人物となる話も間々見られた（初期の「SEMI-DOCUMENT」と銘打たれたシリーズなど。この時は打撃投手兼スコアラーの西村省一郎、通訳の市原稔、カメラ担当の佐野誠三、マネージャーの鈴木正などが主役となった。市原はコーチ時代にも登場した他、ダイエー時代には合宿所での場面で息子の圭が登場したことがある。珍しいケースでは、同時期に南海に在籍していた堀井父子（スカウトで父の数男・選手で息子の和人）が共に景浦と絡む形で出演しており、親子共演もあった。
また、連載初期（単行本1巻と3巻）には、野村克也の前夫人との長男（団野村・ケニー野村の異父母弟、野村克則の異母兄）が実名で登場している。

#### 他球団の選手・監督達

##### 監督・コーチ
他球団の監督としては、阪急や近鉄を率いた西本幸雄が初期の名脇役だった。オールスターや日米野球で景浦を采配するエピソードもあった。近鉄監督を勇退する際に描かれた、東西対抗戦で景浦も含むパを代表する名選手たちに胴上げされる逸話は、勇退前の最終戦で近鉄と阪急の双方の選手から胴上げされた実話に基づいている。阪急・日本ハムで監督を務めた上田利治も登場頻度が高い。
南海OBである日本ハムの大沢啓二監督もしばしば登場し、漫画の中でもべらんめぇ調の台詞を連発する。また、大沢の二度目の監督就任の際には、繰り出した4投手に意図的に景浦に得意のインコースの球を投げるように指示し、そこから景浦攻略法を探ろうとする知略家ぶりも見せている。また、ロッテの金田正一監督も頻繁に登場し、当時人気があった「カネやんダンス」も作品内で披露している。大沢も金田もパ・リーグを盛り上げようと真摯に努力していた人物であり、本作品でも侠気（おとこぎ）のあるキャラクターとして好意的に描かれている。後に福岡ダイエーホークスの監督にも就任する根本のバンカラな気風を物語るエピソード（法政大学在籍中の根本に窮地を救われた少年が大きくなって飲み屋を経営し、根本と旧交を温め、その場に景浦も呼ばれる）もあった。
西武では森祇晶の登場頻度が高く、森は「恋の宿」にて景浦と対話をするエピソードもある。一方、その前の西武監督だった広岡達朗もよく登場していたが、同時代に大沢がいたこともあり、東尾修、田淵、大田卓司、高橋直樹らの脇での登場が多かった。当時の野球漫画の定番だった管理野球を強調するエピソードはなく、景浦に対しても寛容な描写がされていた。
近鉄、オリックスの監督を歴任した仰木彬も景浦と共に酒を飲むことが多く、インボイスSEIBUドームで行われたオールスター戦後「酒の店」にて共に酒を飲むこともあり、仰木が日本各地の酒を見て感激した話も描かれた。2006年のシーズン、景浦はそのことを思い出しながら福岡Yahoo!JAPANドームで行われた対オリックス戦にて打席に立ったこともある。仰木は初めてメインで登場した時、野茂にあわや死球という速球を投げられて打席で仰け反って倒れた景浦を心配して駆け寄ってくる場面があった。ちなみに、大沢や仰木らは大虎を訪れて景浦と酒を飲んだ（彼らは景浦を自球団に勧誘しに来た。またこの時、ロッテ監督時代の八木沢荘六も来た）こともある。他に伊原春樹（西武、オリックスなど）も登場の多かった人物で、そのコーチ術などが取り上げられたこともある。
こうしたパ・リーグの監督たちと比べると登場回数はさすがに少ないが、巨人の長嶋茂雄も本作の重要なターニングポイントで登場しては「いわゆるひとつの」調の「長嶋語」をさらに水島流に改変したような名台詞を数々発して、「大虎」で「失敗は成功のマザー!」と叫ぶなど、強烈な印象を残している。史実において、一時期マスコミの前で不仲を演出していた長嶋と野村の仲は、談笑するシーンが多いことから作品中では良好とされている。また、意外なところでは広島・大洋の古葉竹識監督も景浦の理解者として稀に登場する。実は1973年の時点で古葉は南海のコーチを務めており、1年だけだが景浦と接点がある。このため、コーチとしてベンチ入りしていた1977年のオールスターでは出場選手に景浦について話す場面が見られた。更に、後に福岡ダイエーホークスの監督にも就任する王貞治が巨人の現役選手・助監督・監督を務めていた頃にも登場したことがあり、巨人に移籍したばかりの山本雅夫との掛け合いで景浦を欲するような発言をしたり、その前にも景浦に興味を示す言動をしたことがある。これらは後に王がダイエーの監督に就任することから現実のものとなる。
他球団では日本ハムのコーチ、選手が目立つ。1976年～79年にピッチングコーチを務め満を育て上げた南海OBの新山彰忠（75・80年の南海コーチ時代にも登場）がおり、監督では前述の大沢の他に近藤貞雄も日本ハム監督時代によく登場し、タイムをかけないで抗議する間に失点してしまうシーンや高熱を出してオールスター戦の出場が危ぶまれる景浦に「鰻酒」を飲ませるなどの描写があった。また、日本ハム監督時代の土橋正幸もメインを張ったエピソードがある（土橋はヤクルト監督時代にも小林満との絡みで登場したことがある）。高田繁も日本ハム監督当時に少しだけ登場があった。
外国人では、ロッテの監督時代のボビー・バレンタインや日本ハム監督当時のトレイ・ヒルマン、オリックス監督当時のレオン・リーなどが登場したことがある（レオンはロッテでの現役時代にも登場）。特にヒルマンは景浦相手に打撃投手を務めて弱点を探り出そうとする描写もあった。

##### 選手
他球団の選手では、初期の作品では近鉄の選手がしばしば登場した。前述の永淵、後述の主砲・土井正博の他、当時頭角を現しつつあった太田幸司、ジャンボの愛称で人気のあった仲根政裕等が目立つ。エースの鈴木啓示もしばしば登場するものの、あまり目立った登場の仕方はしていない。他に後年の野茂英雄や石井浩郎も比較的登場頻度が高い選手で、特に石井は登場人物とのロマンスも描かれる等した。また、近鉄は景浦の長男・景虎が最初に所属した球団でもある為、その時代の選手も多く登場している。中でも初期の景虎とバッテリーを組む機会の多かった捕手として的山哲也の登場頻度が高かった。更にオリックス・阪神の選手も同様の理由（更に一時期はどちらにも小林満が在籍）で登場頻度が高かった。
他に、義弟・小林満が最初に在籍した事や、作者の別作品『球道くん』の中西大介や『ドカベン』の土井垣将が在籍していたことから、日本ハムファイターズの選手の登場も多かった。主な所では、南海から移籍して主軸打者として活躍した柏原純一（南海時代にも登場）、エースの高橋直樹、主軸打者の小田義人（後に南海でチームメイト）、更に中堅所の大宮龍男、高代延博、島田誠（後にダイエーでチームメイト。同チームコーチ時代にも登場）、木田勇等も印象深い形でよく姿を見せる。高橋はオールスターのホームラン競争で12球全部インコースに投げられるコントロールの良さを買った安武がバッティング投手に指名、「直が景浦に打ち込まれる光景は、たとえ冗談でも見たくない」と大沢が狼狽する姿もあった。木田は景浦が苦手としていた投手の1人だったが、1981年シーズンは景浦に打たれている。後年（北海道移転後）では新庄剛志、森本稀哲等の登場もあった。特に新庄は景浦から引退を撤回する様に迫られている。西武・ヤクルトの選手も、小林満が在籍していた当時の選手の登場頻度は特に高く、ヤクルト時代では長嶋一茂や後述のボブ・ホーナー等がメインになったエピソードもある。
他球団の投手で景浦との対戦が多かったのは阪急の山田久志、ロッテの村田兆治、太平洋・クラウン・西武の東尾修である。これに前述の鈴木を加えて景浦は「四天王」と称し、88巻「素晴らしき戦友たち」では「大虎」で酒を酌み交わした。代打屋時代の景浦における最大のライバルは阪急の高井保弘。落合博満とは、本塁打王や三冠王を巡る好勝負が描かれた。また、西武の松沼博久も登場が多かった。しかし、大抵は景浦を始めとする南海に打たれるケースが多かった。また、リーグは異なるものの、中日時代の大島康徳も代打男として登場し、料亭で対談した（大島は後に日本ハムに移籍してからも登場する）。なお、その際の電話が混線し、たまたま同じ料亭でコーチ会議を開いていたロッテの金田監督が水谷則博に先発を告げた電話を傍受してしまう（「テレホン・スチール」）。
後年の選手で比較的登場の多い選手（ダイエー、ソフトバンクを除く）の内、野手では、西武、巨人やオリックスに在籍した清原和博（どのチームの時代にも満遍なく登場）、オリックスのイチロー（マリナーズ移籍後にも登場経験あり）・高橋智、西武・ダイエー等の石毛宏典（後にオリックス監督）等がいる。投手では日本ハム・西武の西崎幸広、近鉄・巨人等の阿波野秀幸、西武時代の渡辺久信、近鉄時代の野茂英雄等も何度か登場しており、他に伊良部秀輝（当時ロッテ。阪神時代にも登場あり）等も比較的よく登場していた。近年の投手では、松坂大輔や涌井秀章（共に西武）、渡辺俊介（ロッテ）等が登場する。
前述の様に平成に入ってから外国人選手の登場回数は激減するが、それ以前には日本ハムのボビー・ミッチェル、近鉄のラルフ・ブライアントも景浦と本塁打の本数や飛距離を激しく争った好敵手である。ミッチェルは1978年の秋季キャンプ中の景浦を訪れて対決を迫ったが、本数では勝ったものの、負けを認め、その夜は「大虎」を訪れて歓談した。ヤクルトに在籍したボブ・ホーナーが「大虎」を訪れた事もある。後年では他にマット・ウインタース（日本ハム）や宣銅烈（中日）が登場した事もある。
こうしたパシフィック・リーグの選手達に比べて、セントラル・リーグの選手達はオールスターやシーズン前のオープン戦、或いは日本シリーズ程度しか出番がなかったが、交流戦の開始と共に出番が飛躍的に増え、多くの選手達（特に景虎が阪神に在籍していた当時は阪神の選手達）が登場している。また、近年では二軍の試合の相手として、広島の二軍がよく登場する。
広島絡みでは、打撃投手の佐藤玖光が登場する回（連盟からの表彰を受ける佐藤が、景浦相手にオールスター戦での打撃練習の相手を務めつつ、当時広島の主砲だった江藤智に景浦の打撃法を見せる、という設定）があった。ホークス以外の球団のこうした立場のスタッフの登場は珍しい事例である。
また、珍しい所では作新学院高校時代の江川卓が登場している回（単行本第1巻第8章「鷹一は七歳」）があり、ここでは練習中に岩田鉄五郎スカウトの訪問を受けており、別れ際には江川が岩田に対して景浦のサインボールをねだる描写がなされた。実在アマチュア選手の、この様な形の取り上げ方は、本作に於いては江川が唯一の事例であり、当時の江川に対する注目度の高さを窺わせる貴重なエピソードと言えよう。なお、江川は巨人入団後、現役引退直後にも出演がある。
グラウンドを離れた所では、同郷である阪急の今井雄太郎がよく登場した。現実の今井も酒好きで多くのエピソードがある為、作中では景浦の親友として設定されている。また、福本豊、加藤英司も同様に、しばしば登場して景浦と軽妙な掛け合いを見せる。加藤は後に広島・近鉄・巨人を経て南海に移籍、今井もダイエーに移籍して安武のチームメイトとなる。また、広島の小林幹英、阪神の猪俣隆、日本ハムの渡辺浩司も同郷の選手として幾度か登場し、景浦から激励やアドバイス等を受けた。
景浦を語る上で忘るべからざる存在が土井正博である。近鉄時代、そして太平洋・西武時代を通じて数回登場している。土井と同じ年に引退した同い年の佐々木宏一郎（大洋→近鉄→南海）が引退後の12月14日に「大虎」を訪れ、景浦と歓談中に景浦のバッティングフォームの師匠が土井であると明らかにされている。なお、その際に土井は景浦の構えの微妙な変化（いつしかバットが寝ていた）を発見し「来年からは広角打法をやる気だろ」と指摘、景浦が「さすがは俺の師匠、土井さんだ」と感謝しながらバットの傾斜を修正した。そこへ花束を手にサチ子が戻るが、花を渡した直後に産気づき、佐々木の運転する車で病院に駆けつける一幕があった。なお、実際の出産は12月17日である。太平洋時代には江藤愼一選手兼任監督と連れ立って飲み屋に現れ、そこで景浦と出くわしている（ただし、主役はあくまで江藤である）。

##### その他
物干し竿（景浦の代名詞である長尺のバット）のモチーフとして、元阪神の大打者・藤村富美男が数度登場した。
リーグ関係者では、パ・リーグの名物広報部長だった伊東一雄が比較的高めの頻度で登場しており、複数のテレビ番組出演に際したエピソードが描かれた他、ドラフト会議司会者としての名調子や、その死に際しては追悼エピソードが描かれるほどでもあった。この他、審判（団）を主軸に据えた話も何回かあり、村田康一、前川芳男、山本隆造、山﨑夏生、中村稔ら多くのパ・リーグ審判が実名で登場していた。
監督・選手でない球団関係者としては、阪神の小津正次郎球団社長がその任にあるころ、しばしば登場していた。特に阪神ファンだった虎次郎と懇意にする描写が多く見られ、説得して大虎の改名を止めさせたり、景浦が南海を自由契約になった時には大虎に出向いて獲得交渉をしたり、それが叶わないとなると景虎に目標を改めて左利きに育てるように虎次郎に言い含めようとするなど、バイタリティに富む明朗なキャラクターとして描かれた。

##### 放送関係者
野球に関係する番組の司会者や中継の実況アナウンサーなども一部実名での登場がある。実況アナでは渡辺謙太郎アナウンサー（TBS）の例があり、渡辺が草野球で投手をやっているというエピソード（元ロッテで、TBS解説者となっていた有藤通世も助っ人で参戦）も紹介されたことがある。更に、元高橋ユニオンズ～大毎オリオンズの選手で当時の「プロ野球ニュース」の司会者だったプロ野球解説者の佐々木信也も登場したことがある他、中井美穂（当時フジテレビアナウンサー）も、同じ「プロ野球ニュース」キャスターとして登場したことがある。
この他、南海時代に「パ・リーグHOT情報」というテレビ東京の番組がまるまるフィーチャーされた回があり、その番組の出演者として前述の伊東の他、司会の宮内恒雄やレポーター（アシスタント）のさつきりせも登場したことがある。宮内に至っては、番組内で景浦にホームランを打ってほしいという無茶振りをしてもいる。解説者として元選手が登場するケースも多々見受けられた（例として、前述の今井雄太郎や香川伸行、「プロ野球ニュース」での解説に登場した岡本伊三美など。連載初期には鶴岡一人もラジオの音声だけで登場している）。

#### 野球関係者以外
画家の中島潔も「大虎」の常連として登場している。また、西武ライオンズのファンとして知られた女優の吉永小百合が物語中、主人公の景浦に花束を贈った話をはじめ、メインに据えられたエピソードがいくつかある。吉永は「大虎」や「酒の店」にも来店したことがある。
音楽関係では景浦が出産間近いサチ子を伴い、水島と容貌が酷似している小室等のライブに訪れている。お笑いでは結婚前のデートでなんば花月を訪れた際に、コメディNo.1（坂田利夫、前田五郎）が登場している。
医療等の関係では、スポーツ医学の権威である更埴中央病院（現・千曲中央病院）の整形外科医・吉松俊一も数度登場し、景浦の故障箇所を見立てて治療などに関与しようとするエピソードがある。また、景浦が椎間板ヘルニアで長期欠場を余儀なくされた頃には、そのリハビリを担当する人物として、元福岡ダイエーホークスのトレーニングコーチでもあった、有限会社ベータ・エンドルフィン代表の手塚一志が長期にわたって登場、景浦のリハビリメニューを作って回復のためのアシストを行っている。椎間板ヘルニアの症例について、手塚の台詞を借りて詳細に説明がなされた回もある。
野球以外のスポーツ選手として、ボウリングのプロ選手である矢島純一が景浦の古い友人という設定で登場したことがある。また、同じくプロボウラーの酒井武雄も、大阪スタヂアムが住宅展示場となった頃に、娘でやはりプロボウラーの美佳と共に登場したことがある。このように、ボウリング（及びそのプレーヤー）を取り上げたエピソードは本作や『野球狂の詩』にも散見される。

## 書誌情報
- 水島新司 『あぶさん』 小学館〈ビッグコミックス〉、全107巻
  1. 「のんべ鷹」1974年5月15日発売[6]、ISBN 4-09-180011-4
  2. 「うわばみ」1974年6月15日発売[7]、ISBN 4-09-180012-2
  3. 「軒醒め」1974年7月10日発売[8]、ISBN 4-09-180013-0
  4. 「母子酒」1974年11月5日発売[9]、ISBN 4-09-180014-9
  5. 「酒ごころ」1975年4月19日発売[10]、ISBN 4-09-180015-7
  6. 「祝杯」1975年8月11日発売[11]、ISBN 4-09-180016-5
  7. 「縄のれん」1975年12月8日発売[12]、ISBN 4-09-180017-3
  8. 「二球酒」1976年4月28日発売[13]、ISBN 4-09-180018-1
  9. 「さけ比べ」1976年9月30日発売[14]、ISBN 4-09-180019-X
  10. 「ほろ酔い」1977年3月1日発売[15]、ISBN 4-09-180020-3
  11. 「にごり酒」1977年8月29日発売[16]、ISBN 4-09-180131-5
  12. 「ホラ上戸」1978年3月30日発売[17]、ISBN 4-09-180132-3
  13. 「酒砲」1978年9月27日発売[18]、ISBN 4-09-180133-1
  14. 「般若湯」1979年1月30日発売[19]、ISBN 4-09-180134-X
  15. 「代打一升壜」1979年5月26日発売[20]、ISBN 4-09-180135-8
  16. 「雪見酒」1979年12月12日発売[21]、ISBN 4-09-180136-6
  17. 「幻の名酒」1980年5月26日発売[22]、ISBN 4-09-180137-4
  18. 「一升五合」1980年6月27日発売[23]、ISBN 4-09-180138-2
  19. 「酒盗」1980年10月27日発売[24]、ISBN 4-09-180139-0
  20. 「夫婦徳利」1981年2月25日発売[25]、ISBN 4-09-180140-4
  21. 「誓酒」1981年7月28日発売[26]、ISBN 4-09-180351-2
  22. 「返盃」1981年12月17日発売[27]、ISBN 4-09-180352-0
  23. 「乾杯」1982年4月27日発売[28]、ISBN 4-09-180353-9
  24. 「なごり酒」1982年9月29日発売[29]、ISBN 4-09-180354-7
  25. 「酔いどれ」1983年4月1日発売[30]、ISBN 4-09-180355-5
  26. 「のんべ景虎」1983年7月30日発売[31]、ISBN 4-09-180356-3
  27. 「十年専酒」1983年12月17日発売[32]、ISBN 4-09-180357-1
  28. 「迷い酒」1984年4月28日発売[33]、ISBN 4-09-180358-X
  29. 「みぞれ酒」1984年7月30日発売[34]、ISBN 4-09-180359-8
  30. 「日々一献」1984年11月30日発売[35]、ISBN 4-09-180360-1
  31. 「利き酒」1985年6月29日発売[36]、ISBN 4-09-180851-4
  32. 「左党」1985年8月30日発売[37]、ISBN 4-09-180852-2
  33. 「ボン涙酒」1985年11月30日発売[38]、ISBN 4-09-180853-0
  34. 「酒羅場」1986年3月29日発売[39]、ISBN 4-09-180854-9
  35. 「辛口」1986年7月30日発売[40]、ISBN 4-09-180855-7
  36. 「酒の店」1986年12月17日発売[41]、ISBN 4-09-180856-5
  37. 「千鳥足」1987年4月30日発売[42]、ISBN 4-09-180857-3
  38. 「酒に流して」1987年9月30日発売[43]、ISBN 4-09-180858-1
  39. 「聖酒」1988年2月29日発売[44]、ISBN 4-09-180859-X
  40. 「黄金酒間」1988年7月30日発売[45]、ISBN 4-09-180860-3
  41. 「星酒」1988年12月19日発売[46]、ISBN 4-09-181721-1
  42. 「わらじ酒」1989年5月30日発売[47]、ISBN 4-09-181722-X
  43. 「鰻酒」1989年10月30日発売[48]、ISBN 4-09-181723-8
  44. 「はしご酒」1990年9月30日発売[49]、ISBN 4-09-181724-6
  45. 「泡盛」1990年10月30日発売[50]、ISBN 4-09-181725-4
  46. 「美酒雄太郎」1991年1月30日発売[51]、ISBN 4-09-181726-2
  47. 「煮込み一杯」1991年7月30日発売[52]、ISBN 4-09-181727-0
  48. 「彼岸酒」1991年12月17日発売[53]、ISBN 4-09-181728-9
  49. 「未練酒」1992年6月30日発売[54]、ISBN 4-09-181729-7
  50. 「星に酔う」1992年10月30日発売[55]、ISBN 4-09-181730-0
  51. 「雪割り酒」1993年2月27日発売[56]、ISBN 4-09-183171-0
  52. 「菖蒲酒」1993年7月30日発売[57]、ISBN 4-09-183172-9
  53. 「夢酒」1994年3月30日発売[58]、ISBN 4-09-183173-7
  54. 「霞の命」1994年9月30日発売[59]、ISBN 4-09-183174-5
  55. 「手酌」1995年5月30日発売[60]、ISBN 4-09-183175-3
  56. 「酒日和」1995年11月30日発売[61]、ISBN 4-09-183176-1
  57. 「好敵酒」1996年2月29日発売[62]、ISBN 4-09-183177-X
  58. 「バーボンはお好き？」1996年5月30日発売[63]、ISBN 4-09-183178-8
  59. 「酒に真あり」1996年9月30日発売[64]、ISBN 4-09-183179-6
  60. 「春雷」1996年10月30日発売[65]、ISBN 4-09-183180-X
  61. 「酒無月」1997年4月30日発売[66]、ISBN 4-09-184461-8
  62. 「迎え酒」1997年7月30日発売[67]、ISBN 4-09-184462-6
  63. 「新米酒」1997年11月29日発売[68]、ISBN 4-09-184463-4
  64. 「泣き上戸」1998年3月30日発売[69]、ISBN 4-09-184464-2
  65. 「寒中盃」1998年5月30日発売[70]、ISBN 4-09-184465-0
  66. 「うまい酒」1999年1月30日発売[71]、ISBN 4-09-184466-9
  67. 「お屠蘇」1999年6月30日発売[72]、ISBN 4-09-184467-7
  68. 「緑酒」1999年10月29日発売[73]、ISBN 4-09-184468-5
  69. 「美酒へ爆進」2000年4月26日発売[74]、ISBN 4-09-184469-3
  70. 「日向に酔う」2000年8月30日発売[75]、ISBN 4-09-184470-7
  71. 「父子酒」2000年10月30日発売[76]、ISBN 4-09-186141-5
  72. 「三人酒」2001年3月30日発売[77]、ISBN 4-09-186142-3
  73. 「降る雪に乾杯」2001年8月30日発売[78]、ISBN 4-09-186143-1
  74. 「残り酒」2001年11月30日発売[79]、ISBN 4-09-186144-X
  75. 「SAKE」2002年4月26日発売[80]、ISBN 4-09-186145-8
  76. 「日焼け酒」2002年9月30日発売[81]、ISBN 4-09-186146-6
  77. 「獅酒舞」2003年2月28日発売[82]、ISBN 4-09-186147-4
  78. 「新酒」2003年5月30日発売[83]、ISBN 4-09-186148-2
  79. 「武の酒」2003年8月30日発売[84]、ISBN 4-09-186149-0
  80. 「虎の酒」2004年3月30日発売[85]、ISBN 4-09-186150-4
  81. 「出陣の酒」2004年8月30日発売[86]、ISBN 4-09-187371-5
  82. 「悲しい酒」2004年12月24日発売[87]、ISBN 4-09-187372-3
  83. 「別れの祝杯」2005年4月26日発売[88]、ISBN 4-09-187373-1
  84. 「鬼酒」2005年8月30日発売[89]、ISBN 4-09-187374-X
  85. 「清酒百歳」2006年1月30日発売[90]、ISBN 4-09-180156-0
  86. 「雪の松島」2006年6月30日発売[91]、ISBN 4-09-180498-5
  87. 「思い出酒」2006年11月30日発売[92]、ISBN 978-4-09-180818-9
  88. 「長月の酒」2007年3月30日発売[93]、ISBN 978-4-09-181177-6
  89. 「中山の酒」2007年5月30日発売[94]、ISBN 978-4-09-181238-4
  90. 「夢見酒」2007年9月28日発売[95]、ISBN 978-4-09-181467-8
  91. 「秋月の肴」2008年2月29日発売[96]、ISBN 978-4-09-181767-9
  92. 「乾杯の詩」2008年8月29日発売[97]、ISBN 978-4-09-182142-3
  93. 「竿酒」2009年2月27日発売[98]、ISBN 978-4-09-182379-3
  94. 「決断」2009年7月30日発売[99]、ISBN 978-4-09-182575-9
  95. 「終わりの始まり」2009年12月26日発売[100]、ISBN 978-4-09-182794-4
  96. 「さようなら90番」2010年5月28日発売[101]、ISBN 978-4-09-183170-5
  97. 「親子酒」2010年10月29日発売[102]、ISBN 978-4-09-183515-4
  98. 「風の画家」2011年4月28日発売[103]、ISBN 978-4-09-183822-3
  99. 「うっちゃり珠代」2011年10月28日発売[104]、ISBN 978-4-09-184157-5
  100. 「忍び酒」2012年4月27日発売[105]、ISBN 978-4-09-184455-2
  101. 「力しぶき」2012年10月30日発売[106]、ISBN 978-4-09-184760-7
  102. 「大虎の開幕」2013年3月29日発売[107]、ISBN 978-4-09-185049-2
  103. 「三日酔い」2013年7月30日発売[108]、ISBN 978-4-09-185385-1
  104. 「名酒おふくろ」2013年10月30日発売[109]、ISBN 978-4-09-185599-2
  105. 「打者・景虎の開幕」2013年11月27日発売[110]、ISBN 978-4-09-185714-9
  106. 「秋張れ」2014年2月28日発売[111]、ISBN 978-4-09-185895-5
  107. 「大吟醸あぶさん」2014年3月28日発売[112]、ISBN 978-4-09-186057-6

## 現実世界とのリンク
『あぶさん』の世界は現実のプロ野球の流れと関連しているため、その時々のプロ野球の出来事と比較しながら読む楽しみ方もある。現実の選手が登場したり、現実のペナントの結果によって漫画の展開も変わる。2004年の球界再編問題の際には連載数回が「大虎」の面々による反対のメッセージで占められた。ただし作者の好みと肖像権の問題もあり、初期の作品を除いて外国人選手はほとんど出てこない。特に1979年の日米野球でのピート・ローズやジョージ・フォスターとのやり取り、そして景浦の「お前らのツバの方が俺は気に入らない」というつぶやきに、水島の考えがよく現れている。
ところが2004年からパ・リーグで導入されたプレーオフによって、漫画と現実に食い違いが見られるようになった。これはプレーオフでリーグ優勝が決定するより早く漫画の原稿をあげなければならないという時間的な制約によるものである。2004年、作者はリーグ1位だったダイエーがプレーオフを勝ってリーグ優勝を決めたと漫画に描いた。しかし、現実には優勝は西武だった。作者は何事もなかったかのようにダイエー対中日の日本シリーズを掲載した。紙上の展開に一区切りが付いたところで、それまでの日本シリーズは安武の妻・サチ子の夢だったという展開（つまりは夢オチ）を見せた。
翌2005年も再びリーグ1位通過したソフトバンクがプレーオフを勝ち抜いてリーグ優勝と描いたが、結果は優勝したのはロッテだった。作中ではソフトバンク対阪神の日本シリーズが行なわれる。2度目は景浦の長男・景虎の夢としている。
2009年10月6日には現実の福岡Yahoo! JAPANドームにて、架空のプロ野球選手としては異例の「福岡ソフトバンクホークス背番号90 景浦安武 引退セレモニー」が開催されている。当日は秋山幸二監督から作者の水島に花束が贈呈され、水島より挨拶が行われた。

## 音曲
1973年にテイチクレコードより江本孟紀が歌うテーマ曲「あぶさん」（水島新司作詩、柿沢望補作詩、鶴岡雅義作曲）のドーナツ盤レコードが発売された。曲の合間では原作者である水島新司によるセリフが入っている。

## 銅像
2002年、新潟商工会議所と同商店街振興組合により、新潟市中央区古町通のアーケード内に「水島新司マンガストリート」として『あぶさん』の景浦、『ドカベン』の山田、里中、岩鬼、殿馬、『野球狂の詩』の水原、岩田の計7体の銅像が設置された。これらの銅像については2015年に撤去の話が持ち上がったが、撤去の見直しを求める地元商店街などの要望もあり、2016年2月に撤去は見送られることとなった。

## その他

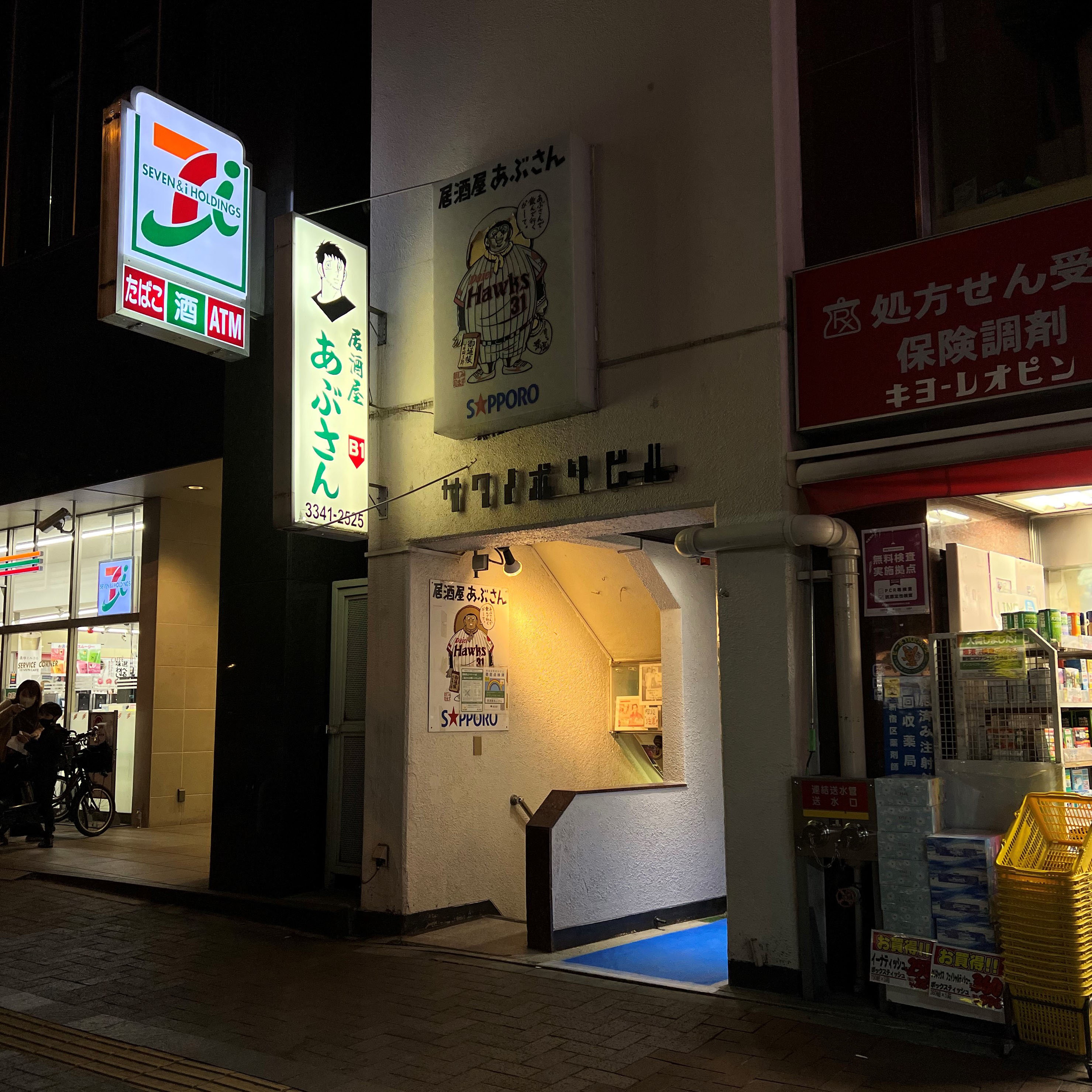
居酒屋 あぶさん

東京都新宿区四谷にある本作品の名を冠した居酒屋「あぶさん」は、社会人野球選手だった店主が水島新司の草野球チームに参加した縁で店名を許可されたもので、店の看板や皿などにも『あぶさん』のイラストが使用されている。水島が知り合いのプロ野球選手を店に連れてきたことから野球ファンの聖地となっており、また先述の「景浦安武 引退セレモニー」の際に店内でテレビ鑑賞が行われたり、水島の死去の際には臨時休業中にも関わらずファンが訪れるなど、水島作品ファンの聖地ともなっている。